# Jours tranquilles ou Jeune Femme au crochet
Jours tranquilles ou  Jeune Femme au crochet est une peinture à l'huile sur toile (36,1 × 27,4 cm) de 1875 du peintre italien Giovanni Boldini, conservé au Clark Art Institute à Williamstown (Massachusetts) aux États-Unis.

## Histoire
Lors de sa vente à New-York en 1893, le tableau reçut le titre de Peaceful days (Jours tranquilles), attestant le message d'optimisme que véhiculait le peinture de Boldini à travers le monde : les tableaux de Boldini destinés, grâce à Goupil et à d'autres marchands avec lesquels il se lie, à rejoindre les collections européennes et américaines nourrissent dans l'imaginatif collectif l'image d'une société française pacifiée, heureuse et harmonieuse.

## Description
Au premier regard, la Jeune Femme au crochet semble capturer sur le vif une scène de la vie quotidienne : une femme confortablement assise, est en train de faire du crochet, tandis qu'assis à ses pieds un jeune garçon joue avec une épée. On reconnait aisément Berthe, la muse de Boldini, dont l'apparition récurrente dans de nombreuses toiles et dans diverses situations indique qu'il s'agit ici encore d'une mise en scène soigneusement élaborée dans l'atelier de l'artiste : l'apparent désordre est orchestré par ce dernier pour renforcer l'impression de spontanéité.

## Analyse
Les costumes très étudiés, jusqu'aux délicates chaussures en satin rose de Berthe, ainsi que les accessoires (coussins, tapis, violoncelle négligemment posé sur le sol, manteau roulé sur une chaise) permettent à Boldini de montrer sa dextérité pour rendre une grande variété de matières et de textures propre à plaire aux collectionneurs.
Berthe devient une icône de la bourgeoisie parisienne, exprimant le bien-être auquel toute une partie de la population de la Troisième République peut désormais prétendre, loin des souvenirs de la Commune de Paris.